# Diugonie
Diugonie (Dugonginae) – podrodzina morskich ssaków z rodziny diugoniowatych (Dugongidae).

## Zasięg występowania
Rodzina obejmuje jeden żyjący współcześnie gatunek występujący w tropikalnych i subtropikalnych przybrzeżnych wodach oraz wokół wysp Indo-Pacyfiku.

## Systematyka
Do podrodziny należy jeden występujący współcześnie rodzaj:
- Dugong Lacépède, 1799 – diugoń – jedynym przedstawicielem jest Dugong dugon Müller, 1776 – diugoń przybrzeżny

Opisano również szereg rodzajów wymarłych:
- Bharatisiren Bajpai & Domning, 1997[20]
- Callistosiren Vélez-Juarbe & Domning, 2015[21] – jedynym przedstawicielem był Callistosiren boriquensis Vélez-Juarbe & Domning, 2015
- Corystosiren Domning, 1990[22] – jedynym przedstawicielem był Corystosiren varguezi Domning, 1990
- Crenatosiren Domning, 1991[23] – jedynym przedstawicielem był Crenatosiren olseni (Reinhart, 1976)
- Culebratherium Vélez-Juarbe & Wood, 2019[24] – jedynym przedstawicielem był Culebratherium alemani Vélez-Juarbe & Wood, 2018
- Dioplotherium Cope, 1883[25]
- Domningia Thewissen & Bajpai, 2009[26] – jedynym przedstawicielem był Domningia sodhae Thewissen & Bajpai, 2009
- Italosiren Voss, Sorbi & Domning, 2017[27] – jedynym przedstawicielem był Italosiren bellunensis (Zigno, 1875)
- Kutchisiren Bajpai, Domning, Das, Vélez-Juarbe & Mishra, 2010[28] – jedynym przedstawicielem był Kutchisiren cylindrica Bajpai, Domning, Das, Vélez-Juarbe & Mishra, 2010
- Nanosiren Domning, 2008[29]
- Norosiren Samonds, Ernat, Andrianavalona & Domning, 2019[30] – jedynym przedstawicielem był Norosiren zazavavindrano Samonds, Ernat, Andrianavalona & Domning, 2019
- Rytiodus Lartet, 1866[31]
- Xenosiren Domning, 1989[32] – jedynym przedstawicielem był Xenosiren yucateca Domning, 1989.